# Miguel Aráoz y Arce
Miguel Aráoz y Arce va ser un militar espanyol nadiu de l'Alt Perú que va lluitar contra els patriotes durant la Guerra de la Independència Argentina.

## Biografia
Miguel Aráoz y Arce va néixer a Chuquisaca, Alt Perú (Bolívia) cap a 1780, fill del tucumanès Ignacio Inocencio de Aráoz y del Campo i de Pascuala de Arze y Villafañe, nadiua de Chuquisaca.
En produir-se la Revolució de Maig de 1810 ala ciutat de Buenos Aires, Miguel de Aráoz y Arce integrava les milícies altperuanes, per la qual cosa va integrar les forces reialistes que van envair l'actual territori argentí fins a ser derrotades per Manuel Belgrano en les batalles de Tucumán i Salta.
Va participar com a ajudant del general José de la Serna e Hinojosa en l'anomenada "Invasió Gran" de 1817 i va integrar l'avantguarda reialista que al comandament de Juan Guillermo de Marquiegui va envair la província de Jujuy en 1821.
En les vespres de l'anomenat Dia Gran de Jujuy (27 d'abril de 1821) va conèixer a la jujenya Florència de Tezanos Pinto Sánchez de Bustamante, amb qui es va casar a San Salvador de Jujuy. Derrotat l'exèrcit reialista al comandament de Pedro Antonio Olañeta, Aráoz y Arce es va veure forçat a passar a l'Alt Perú amb la seva esposa, qui aviat va tornar a Jujuy.
Aráoz per la seva banda va romandre amb l'exèrcit reialista fins a la seva derrota final a la batalla d'Ayacucho i finalitzada la guerra va tornar a Jujuy al començament de 1826, concebent allí al seu fill Daniel Aráoz, qui aconseguiria la governació de la província de Jujuy, seria diputat i senador nacional i convencional constituent.
Al poc temps de néixer el seu fill va marxar a Espanya, on va continuar la seva carrera fins a aconseguir el grau de general. Va morir a Cuba en 1854.
Entre els Capitans generals de Canàries figura en 1842 un Miguel de Aráoz, i en 1837 com a Capità general de Catalunya.